# Loi révolutionnaire des femmes

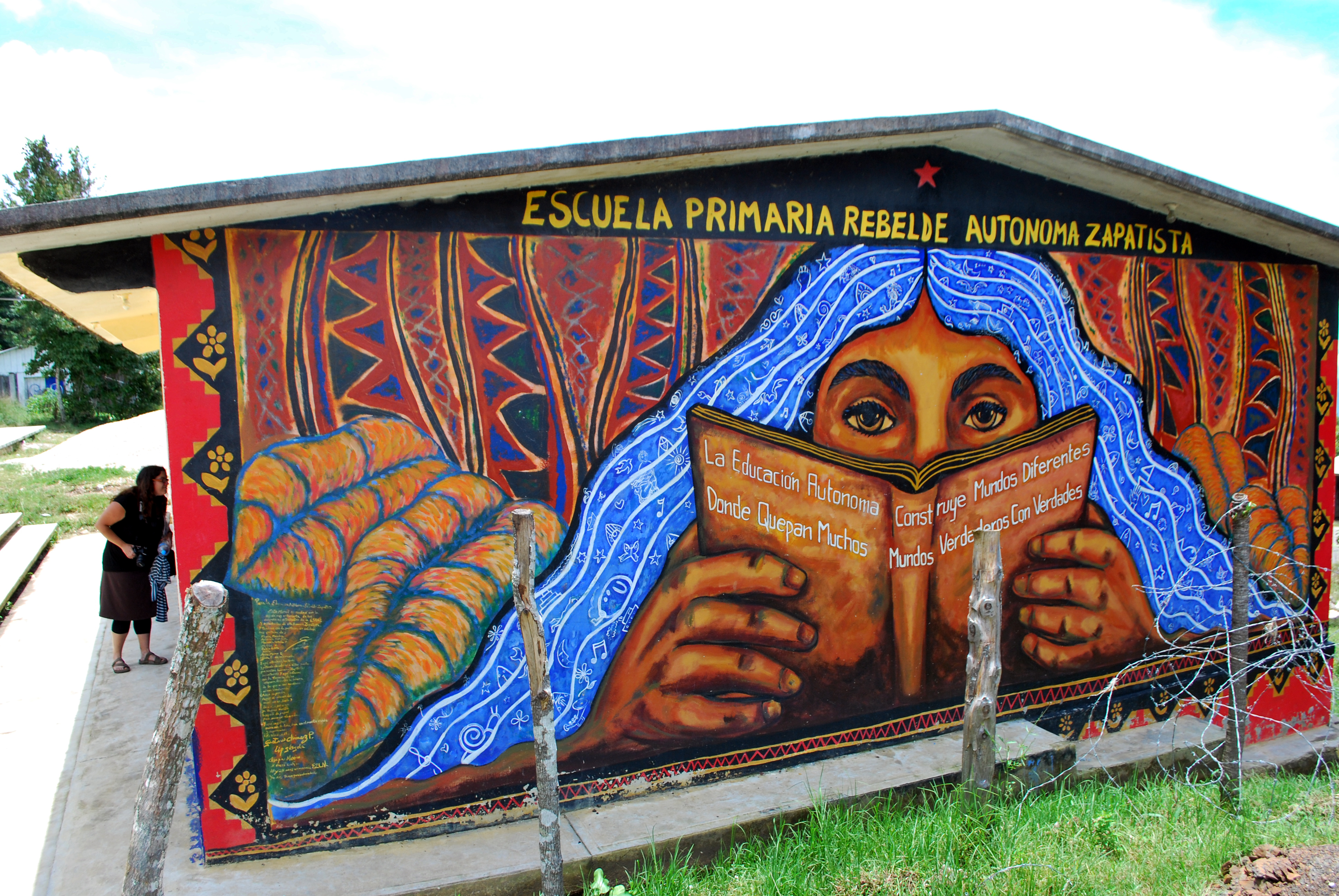
L'éducation des filles est un droit garanti par la loi révolutionnaire. Cette fresque sur une école primaire représente une femme plongée dans un livre.

La loi révolutionnaire des femmes, en espagnol la ley revolucionaria de mujeres, est un texte promulgué par l'armée zapatiste de libération nationale dans le premier numéro de leur journal, le Despertador Mexicano, en 1993. Il dispose :
« 
1. Les femmes, indépendamment de leur race, croyance ou affiliation politique, ont le droit de participer à la lutte révolutionnaire aux lieux et grades que leur volonté et leur capacité déterminent.
2. Les femmes ont le droit de travailler et de recevoir un salaire juste.
3. Les femmes ont le droit de décider du nombre d’enfants qu’elles peuvent avoir et dont elles peuvent s’occuper.
4. Les femmes ont le droit de participer aux questions qui concernent la communauté et d’exercer des responsabilités publiques, si elles sont élues librement et démocratiquement.
5. Les femmes et leurs enfants ont droit à la santé et à l’alimentation.
6. Les femmes ont droit à l’éducation.
7. Les femmes ont le droit de choisir leur mari ou compagnon, elles ne sont pas obligées de se marier de force.
8. Aucune femme ne pourra être maltraitée physiquement ni par des membres de sa famille ni par des étrangers. Les délits de tentative de viol ou de faits de viol seront sévèrement punis.
9. Les femmes pourront occuper des postes de direction dans l’organisation et obtenir un grade au sein des forces armées révolutionnaires.
10. Les femmes auront tous les droits et toutes les obligations en accord avec les lois et règlements révolutionnaires.

 »
Il témoigne ainsi de l'importance du mouvement (es) des femmes dans l'EZLN (es) au sein de l'insurrection zapatiste au Chiapas.